# ليزلي مارمون سيلكو
ليزلي مارمون سيلكو (بالإنجليزية: Leslie Marmon Silko)‏ (من مواليد 5 مارس 1984 واسم ولادتها ليزلي مارمون) هي كاتبة أمريكية، وامرأة من الأمريكيين الأصليين من شعب بويبلو، وهي واحدة من الشخصيات الرئيسية في الموجة الأولى لما أطلق عليه الناقد الأدبي كينيث لينكولن «عصر النهضة الأمريكية الأصلية».
كانت سيلكو من أوائل المستلمين لمنحة مؤسسة ماك آرثر في عام 1981 وجائزة الكتاب الأمريكيين الأصليين للأمريكتين لإنجاز العمر عام 1994. وتقيم في توكسون بولاية أريزونا.

## نشأتها
ولدت ليزلي مارمون سيلكو في مدينة ألباكركي بولاية نيومكسيكو. والدها ليلاند هوارد مارمون، وهو مصور مشهور، ووالدتها ماري فرجينيا ليزلي، وهي معلمة، وترعرعت في محمية لاغونا بويبلو الهندية.
سيلكو هي عرق وأصول مختلطة من عرقية لاغونا بويبلو الهندية (قبيلة تتحدث لغة الكيريس) والأنجلو أمريكية والمكسيكية الأمريكية، ويؤكد تراث لاغونا في كتاباتها.
نشأت سيلكو على حافة مجتمع بويبلو حرفيًا -كان منزل أسرتها على حافة محمية لاغونا بويبلو- مجازًا، إذ لم يُسمح لها بالمشاركة في الطقوس القبلية المختلفة أو الانضمام إلى أي من مجتمعات بويبلو الدينية.
بينما كان والداها يعملان، اعتنت بسيلكو وشقيقتيها جدتهم ليلي ستاجنر، وجدتهم الكبرى هيلين روميرو، وكلتاهما من رواة القصص. تعلمت سيلكو الكثير من القصص التقليدية عن أهالي لاغونا من جدتها، التي سميت «آمُوه»، وعمتها سوزي وجدها هانك خلال سنواتها الأولى. كنتيجة لذلك، تعاطفت سيلكو دائمًا مع أجدادها من لاغونا، وذكرت في مقابلة مع آلان فيلي، «أنا في الأصل من سلالة مختلطة، لكن ما أعرفه هو لاغونا».
شمل تعليم سيلكو مرحلة ما قبل المدرسة حتى الصف الرابع في مدرسة لاغونا بي آي إيه (مكتب الشؤون الهندية) وتبعتها مدرسة البوكيرك الهندية (مدرسة نهارية خاصة) التي كانت تبعد 100 ميل، ما يعني قيادة  ليوم واحد من قبل والدها لتجنب تجربة المدرسة الداخلية. استمرت سيلكو لتحصل على درجة البكالوريوس من جامعة نيو مكسيكو في عام 1969، والتحقت لفترة وجيزة بكلية الحقوق بجامعة نيو مكسيكو قبل أن تستمر في عملها الأدبي بدوام كامل.

## العمل الأدبي المبكر
حصلت سيلكو على إشادة أدبية مبكرة عن قصتها القصيرة «الرجل الذي يرسل غيوم المطر»، والتي أُعطيت منحة اكتشاف الوقف الوطني للعلوم الإنسانية. ما تزال القصة تدرج في المقتطفات الأدبية.
خلال السنوات 1968 إلى 1974، كتبت سيلكو ونشرت العديد من القصص القصيرة والقصائد التي ميزت امرأة لاغونا.
تشمل مؤلفاتها الأخرى:«امرأة لاغونا: قصائد (1974) و«المراسم» (1977) و«راوي القصص» (1981)، ومع الشاعر جيمس إيه. رايت؛ مع «رقة وقوة الرباط: رسائل بين ليزلي مارمون سيلكو وجيمس رايت» (1985). ظهرت رواية «تقويم الموتى» في عام 1991، ونُشرت عام 1996 مجموعة من المقالات بعنوان «المرأة الصفراء وجمال الروح: مقالات عن حياة الأمريكيين الأصليين».

## الأهمية الأدبية والمواضيع
بقيت متأصلة في المشهد المليء بالتاريخ في لاغونا بويبلو طوال حياتها المهنية ككاتبة ومعلمة. أثارت خبراتها في الثقافة اهتمامها للحفاظ على التقاليد الثقافية وفهم تأثير الماضي على الحياة المعاصرة. تتميز مهنة سيلكو، وهي روائية وشاعرة معروفة، بتوعية الناس بالعنصرية المتأصلة والإمبريالية الثقافية البيضاء والالتزام بدعم قضايا المرأة. تحتوي رواياتها على العديد من الشخصيات التي تحاول أن تُري البعض أنها عودة بسيطة ولكنها غير مستقرة لتحقيق التوازن بين تقاليد الأمريكيين الأصليين والبقاء على قيد الحياة مع عنف أمريكا الحديثة. صراع الحضارات هو موضوع مستمر في الجنوب الغربي الحديث والبحث الصعب عن التوازن الذي يواجهه سكان المنطقة.
تُعتبر مساهماتها الأدبية ذات أهمية خاصة لأنها تفتح التعاريف السائدة الأنجلو-أوربية للتقاليد الأدبية الأمريكية لاستيعاب التقاليد والأولويات والأفكار حول الهوية الممثلة تمثيلًا ناقصًا في كثير من الأحيان، والتي تميز بشكل عام العديد من الثقافات الأمريكية الأصلية، وبصورة أكثر تحديدًا تشكل حجر الأساس لتراث لاغونا وخبرة سيلكو.
خلال مقابلة في ألمانيا تعود لعام 1995 ، شاركت سيلكو أهمية كتاباتها باعتبارها استمرارًا للتقليد الشفهي الموجود لدى شعب لاغونا. حددت أن أعمالها ليست إعادة تفسير للأساطير القديمة، ولكنها تحمل نفس الرسائل المهمة التي قُصت منذ مئات السنين. شرحت سيلكو أن وجهة نظر لاغونا عن مرور الزمن هي المسؤولة عن هذا الظرف قائلةً: «إن شعب بويبلو والسكان الأصليين في الأمريكتين يرون أن الوقت مستدير وليس كسلسلة خطية طويلة. إذا كان الوقت مستديرًا أو إذا كان محيطيًا، فقد يكون شيء حدث قبل 500 عام فوريًا وحقيقيًا تمامًا، في حين أن شيئًا غير منطقي حدث قبل ساعة ربما يكون بعيدًا».

## رواية «المراسم»
نُشرت رواية ليزلي مارمون سيلكو «المراسم» لأول مرة من قبل دار بنجوين في شهر مارس عام 1977 وتلقت إشادة من النقاد.
تحكي الرواية قصة تايو، وهو من الجرحى والمحاربين القدماء العائدين من الحرب العالمية الثانية من أصول مختلطة من لاغونا-الأبيض بعد مهمة قصيرة في مستشفى لوس أنجلوس. إنه يعود إلى محمية لاغونا المنكوبة بالفقر، وما يزال يعاني من «إرهاق المعركة» (صدمة القذائف)، وتطارده ذكريات ابن عمه روكي الذي توفي في الصراع أثناء مسيرة موت باتان عام 1942. يكتشف هروبه الأولي من الألم بإدمانه على الكحول ولكن جدته العجوز وبيتوني، رجل الطب ذا الدم المختلط من شعب النافاجو، يساعدانه من خلال المراسم الأصلية لتطوير فهمه للعالم بشكل أكبر ومكانته كرجل لاغونا.
أطلق على المراسم الأدب القصصي الخيالي، إذ تغلب البطل على سلسلة من التحديات للوصول إلى هدف محدد، لكن وجهة النظر هذه انتُقدت على أنها مركزية أوروبية، لأنها تنطوي على خلفية لسياق الأمريكيين الأصليين لا على أساس الأساطير الأوروبية الأمريكية. تتجذر مهارة الكتابة عند سيلكو في الرواية بعمق استخدام سرد القصص الذي ينقل التقاليد والتفاهم من القديم إلى الجديد. انتقدت زميلة بويبلو الشاعرة بولا غن ألين الكتاب على هذا الحساب، قائلة إن سيلكو كشفت المعرفة القبلية السرية المحتفظ بها للقبيلة لا الغرباء.
اكتسبت المراسم قبولًا فوريًا وطويل المدى عند عودة قدامى محاربي حرب فيتنام إلى موضوع الرواية المتمثل في المواجهة والشفاء والمصالحة بين الأعراق والأشخاص الذين يشاركون في صدمة الأعمال العسكرية. كان العمل قويًا إلى حدٍّ كبير، ما دفع الناقد آلان فيلي إلى تسمية سيلكو كأحد أساتذة الأدب الأمريكيين الأربعة، إلى جانب ن. سكوت موماداي وجيرالد فيزنور وجيمس ويلش.
ما تزال المراسم عملًا أدبيًا متميزًا في مناهج الكلية والجامعات، وهو واحد من الأعمال الفردية القليلة المكتوبة من قبل كاتب أميركي أصلي.

## ثمانينيات القرن العشرين

### «راوي القصص»
في عام 1981، أصدرت سيلكو «راوي القصص»، وهي عبارة عن مجموعة من القصائد والقصص القصيرة التي تضمنت الكتابة الإبداعية والأساطير والسيرة الذاتية، والتي حظيت بترحيب إيجابي إذ اتبعت إلى حد كبير نفس الشكل الشاعري لرواية «المراسم».

### «رقة وقوة الرباط»
أُصدر كتاب «رقة وقوة الرباط» في عام 1986. الكتاب عبارة عن مجلد جُمع من المراسلات بين سيلكو وصديقها جيمس رايت الذي التقت به عقب نشر «المراسم». حُرر العمل من قبل زوجة رايت، آن رايت، وأُصدر بعد وفاة رايت في مارس 1980.

## الحياة الشخصية
تزوجت من ريتشارد تشابمان في عام 1965، وأنجبا ابنًا، روبرت تشابمان، قبل الطلاق في عام 1969. تزوجت من جون سيلكو في عام 1971. كان لديهما ابن هو كازيمير سيلكو. انتهى هذا الزواج بالطلاق.

## وصلات خارجية
- ليزلي مارمون سيلكو على موقع أرشيف الشارخ.
- ليزلي مارمون سيلكو على موقع الموسوعة البريطانية (الإنجليزية)